# Comuna Malkivka, Prîlukî
Malkivka (în ucraineană Малківка) este o comună în raionul Prîlukî, regiunea Cernihiv, Ucraina, formată din satele Malkivka (reședința) și Suhoiarivka.

## Demografie
Componența lingvistică a comunei Malkivka
     Ucraineană (93,77%)
     Rusă (5,68%)
     Alte limbi (0,28%)
Conform recensământului din 2001, majoritatea populației comunei Malkivka era vorbitoare de ucraineană (93,77%), existând în minoritate și vorbitori de rusă (5,68%).